# Beesel
Beesel – gmina w Holandii, w prowincji Limburgia.

## Miejscowości
Beesel, Offenbeek, Reuver.